# Florence Steurer
Florence Steurer (Lione, 1º novembre 1949) è un'ex sciatrice alpina francese.

## Biografia

### Stagioni 1964-1966
Sciatrice polivalente moglie di Alain Penz, a sua volta sciatore alpino, Florence Steurer debuttò in campo internazionale in occasione dello slalom speciale del Critérium de la première neige 1963, il 12 dicembre a Val-d'Isère (30ª).
Nel 1966 fu 2ª nello slalom speciale del 7º Grand Prix Feminine, disputato il 28 gennaio a Saint-Gervais-les-Bains, e vinse lo slalom gigante e la combinata dei Campionati nordamericani, disputati tra il 18 e il 20 marzo a Stowe; ai successivi Mondiali di Portillo 1966, sua prima presenza iridata, vinse la medaglia di bronzo nello slalom gigante e si classificò 15ª nello slalom speciale.

### Stagioni 1967-1968
Al Critérium de la première neige 1966 vinse lo slalom speciale e fu 2ª sia nello slalom gigante sia nella combinata;  in Coppa del Mondo fece il suo esordio nella gara inaugurale del circuito, il 7 gennaio 1967 a Oberstaufen in slalom speciale (4ª), e pochi giorni dopo, il 13 gennaio a Grindelwald, salì per la prima volta sul podio piazzandosi 3ª in discesa libera dietro alla canadese Nancy Greene e alla compagna di squadra Isabelle Mir.
Il 18 gennaio 1968 a Badgastein conquistò in slalom speciale la prima vittoria in Coppa del Mondo e ai successivi X Giochi olimpici invernali di Grenoble 1968, sua prima presenza olimpica, si classificò 9ª nella discesa libera, 4ª nello slalom gigante (ad appena un centesimo di distacco dal tempo della medaglia di bronzo, andata alla svizzera Fernande Bochatay) e non concluse lo slalom speciale; in quella stagione 1967-1968 in Coppa del Mondo chiuse al 3º posto nelle classifiche generale e di slalom gigante e al 2º in quella di slalom speciale, superata dalla vincitrice Marielle Goitschel di 5 punti.

### Stagioni 1969-1972
Nella stagione 1968-1969 ottenne, grazie anche a cinque podi (con una vittoria), il suo miglior piazzamento in carriera nella classifica generale di Coppa del Mondo: 2ª alle spalle dell'austriaca Gertrud Gabl di 19 punti. L'anno dopo venne convocata per i Mondiali di Val Gardena 1970, dove si aggiudicò la medaglia d'argento nella combinata e si classificò 6ª nella discesa libera, 8ª nello slalom gigante e 7ª nello slalom speciale; in quella stagione 1969-1970 in Coppa del Mondo chiuse al 3º posto nelle classifiche generale e di discesa libera.
Agli XI Giochi olimpici invernali di Sapporo 1972, sua ultima presenza olimpica, ottenne la medaglia di bronzo nello slalom speciale, valida anche ai fini dei Mondiali 1972, e quella d'argento nella combinata, riconosciuta solo ai fini di questi ultimi; fu inoltre 23ª nella discesa libera e 6ª nello slalom gigante. Il 3 marzo dello stesso anno conquistò l'ultimo podio in Coppa del Mondo, vincendo lo slalom speciale disputato a Heavenly Valley; nel massimo circuito internazionale ottenne l'ultimo piazzamento il 18 marzo seguente a Pra Loup, in slalom gigante (9ª) e prese per l'ultima volta il via lo stesso giorno nelle medesime località e specialità, senza completare la sua ultima gara in carriera. In quella stagione 1971-1972 fu nuovamente 2ª nella Coppa del Mondo di slalom speciale, staccata di 6 punti dalla vincitrice Britt Lafforgue.

## Palmarès

### Olimpiadi
- 1 medaglia, valida anche ai fini dei Mondiali:
  - 1 bronzo (slalom speciale a Sapporo 1972)

### Mondiali
- 3 medaglie, oltre a quella conquistata in sede olimpica:
  - 2 argenti (combinata a Val Gardena 1970; combinata a Sapporo 1972)
  - 1 bronzo (slalom gigante a Portillo 1966)

### Coppa del Mondo
- Miglior piazzamento in classifica generale: 2ª nel 1969
- 27 podi:
  - 4 vittorie
  - 11 secondi posti
  - 12 terzi posti

#### Coppa del Mondo - vittorie
| Data            | Località        | Paese       | Specialità |
| --------------- | --------------- | ----------- | ---------- |
| 18 gennaio 1968 | Bad Gastein     | Austria     | SL         |
| 10º marzo 1968  | Abetone         | Italia      | SL         |
| 1º marzo 1969   | Squaw Valley    | Stati Uniti | GS         |
| 3 marzo 1972    | Heavenly Valley | Stati Uniti | SL         |

Legenda:

GS = slalom gigante

SL = slalom speciale

### Campionati francesi
- 4 ori (discesa libera nel 1967; discesa libera, slalom speciale, combinata nel 1969[senza fonte])

## Statistiche

### Podi in Coppa del Mondo
| Stagione/Specialità | Discesa libera | Discesa libera | Discesa libera | Slalom gigante | Slalom gigante | Slalom gigante | Slalom speciale | Slalom speciale | Slalom speciale | Podi totali |
| ------------------- | -------------- | -------------- | -------------- | -------------- | -------------- | -------------- | --------------- | --------------- | --------------- | ----------- |
| Stagione/Specialità | 1º             | 2º             | 3º             | 1º             | 2º             | 3º             | 1º              | 2º              | 3º              | Podi totali |
| 1967                |                |                | 2              |                | 1              |                |                 |                 | 2               | 5           |
| 1968                |                |                | 1              |                | 3              |                | 2               | 1               |                 | 7           |
| 1969                |                | 1              |                | 1              |                | 1              |                 |                 | 2               | 5           |
| 1970                |                | 1              | 1              |                | 1              |                |                 | 1               | 2               | 6           |
| 1971                |                |                |                |                |                |                |                 | 2               |                 | 2           |
| 1972                |                |                |                |                |                |                | 1               |                 | 1               | 2           |
| Totale              | 0              | 2              | 4              | 1              | 5              | 1              | 3               | 4               | 7               | 27          |
| Totale              | 6              | 6              | 6              | 7              | 7              | 7              | 14              | 14              | 14              | 27          |